# Нюншвайлер
Нюншвайлер (нем. Nünschweiler) — община в Германии, в земле Рейнланд-Пфальц. 

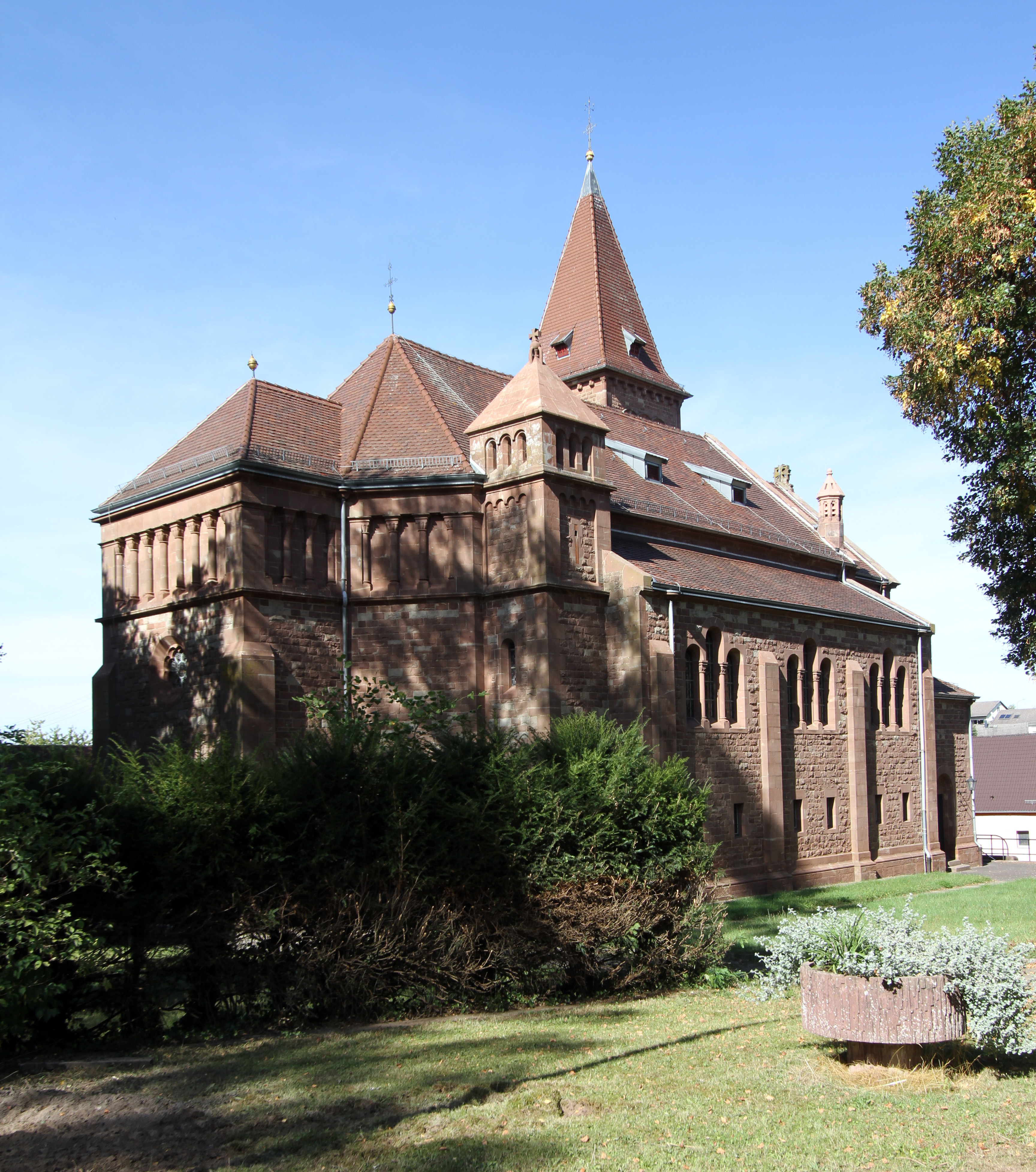

Входит в состав района Юго-западный Пфальц. Подчиняется управлению Талайшвайлер-Фрёшен.  Население составляет 772 человека (на 31 декабря 2010 года). Занимает площадь 9,98 км².